# Rue Catinat (Nantes)
La rue Catinat est une voie de Nantes, en France.

## Situation et accès
Située dans le quartier Dervallières - Zola, la rue Catinat est voie bitumée d'une soixantaine de mètres de longueur, ouverte à la circulation automobile, qui relie place Beaumanoir à la place Catinat. Elle rencontre sur son tracé le rue Chevert.

## Origine du nom
Elle rend honneur au maréchal Nicolas de Catinat, un des plus fameux officiers des armées de Louis XIV.

## Historique
La rue a été aménagée vers 1860, puisque qu'un acte de 1858 fait référence à un immeuble situé « sur la place projetée formant la nouvelle rue près l'atelier de M. Voruz ».
Elle a d'abord été baptisée  « rue Foucault ».

## Bâtiments remarquables et lieux de mémoire

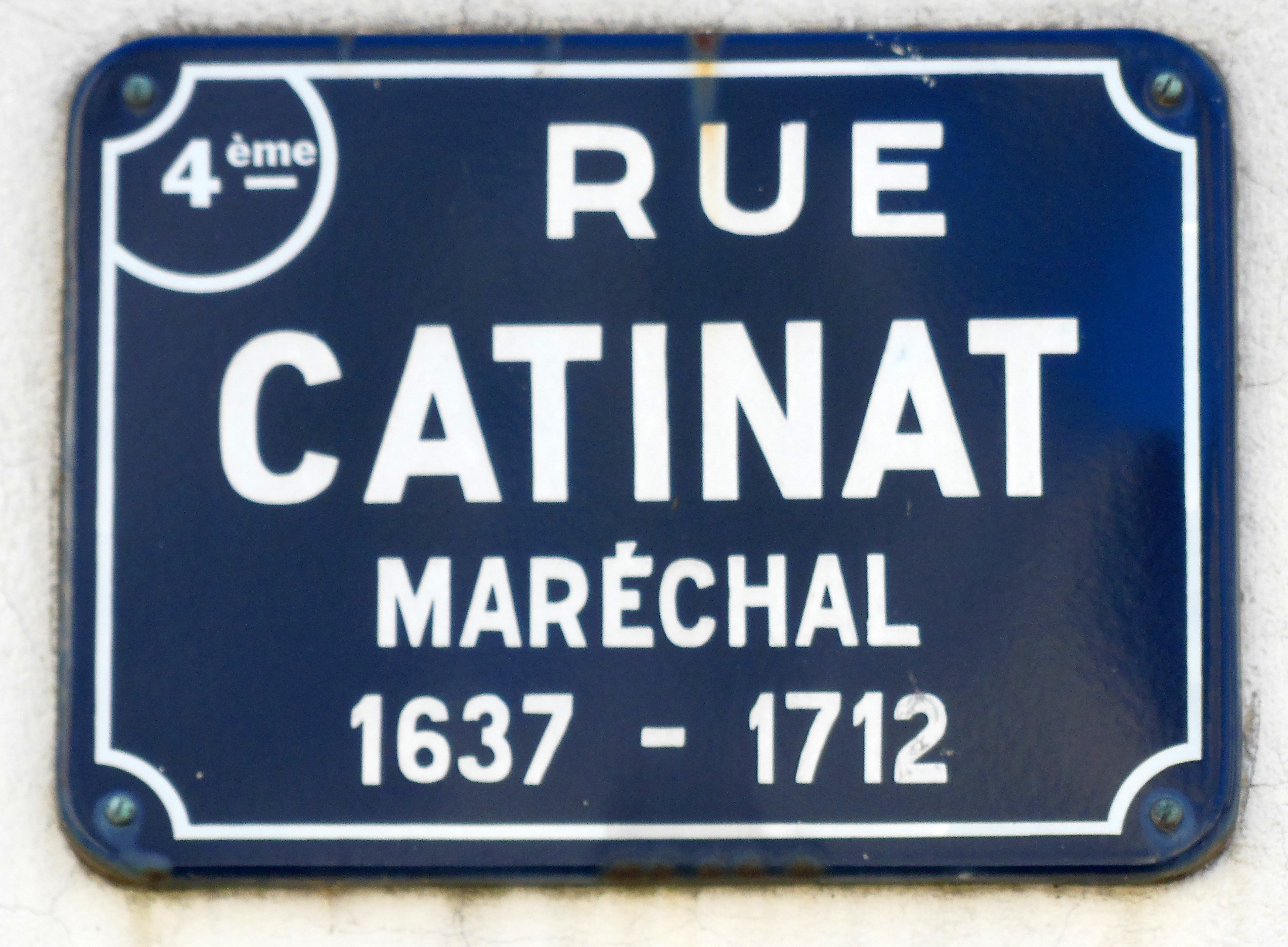
Rue Catinat, panneau.